# Weiz-Unterfladnitz Airport
Weiz-Unterfladnitz Airport (tyska: Flugplatz Weiz-Unterfladnitz) är en flygplats i Österrike.   Den ligger i distriktet Weiz och förbundslandet Steiermark, i den östra delen av landet, 130 km söder om huvudstaden Wien. Weiz-Unterfladnitz Airport ligger 395 meter över havet.
Terrängen runt Weiz-Unterfladnitz Airport är platt åt sydost, men åt nordväst är den kuperad. Runt Weiz-Unterfladnitz Airport är det ganska tätbefolkat, med 80 invånare per kvadratkilometer.. Närmaste större samhälle är Graz, 19,9 km sydväst om Weiz-Unterfladnitz Airport.
I omgivningarna runt Weiz-Unterfladnitz Airport växer i huvudsak blandskog.